# Miles Burke
Miles J. Burke (San Luis, Misuri, 15 de enero de 1885–ídem, 25 de diciembre de 1928)  fue un boxeador estadounidense. Obtuvo una medalla de plata en la categoría de peso mosca durante los Juegos Olímpicos de San Luis 1904. A pesar de que pesaba un poco más de lo permitido, se le permitió combatir pues apenas había dos competidores. En ese tiempo trabajaba en un periódico de San Luis. Murió de alcoholismo crónico.